# Itó Terujosi
Itó Terujosi (Sizuoka, 1974. augusztus 31. –) japán válogatott labdarúgó.
A japán válogatott tagjaként részt vett az 1998-as világbajnokságon.

## Statisztika
| Japán válogatott | Japán válogatott | Japán válogatott |
| Időszak          | Mérk.            | gól              |
| ---------------- | ---------------- | ---------------- |
| 1997             | 1                | 0                |
| 1998             | 1                | 0                |
| 1999             | 7                | 0                |
| 2000             | 7                | 0                |
| 2001             | 11               | 0                |
| Összesen         | 27               | 0                |